# Verteilungschromatographie
Die Verteilungschromatographie ist eine chromatographische Methode, bei der die stationäre Phase stets eine Flüssigkeit ist, welche jedoch an ein festes Trägermaterial gebunden und somit unbeweglich ist. Die mobile Phase kann entweder ebenfalls eine Flüssigkeit sein (man spricht dann von LLC, englisch: liquid liquid chromatography), oder ein Gas (GLC, englisch: gas liquid chromatography), siehe Gaschromatographie.
Die chromatographische Trennung erfolgt durch multiple Verteilung: Der Analyt ist unterschiedlich gut in stationärer und mobiler Phase löslich. Je besser sich ein Analyt in der stationären Phase löst, desto länger hält er sich darin auf und desto weniger weit wird die mobile Phase ihn transportieren. Umgekehrt wird ein Analyt, der besser in der mobilen Phase löslich ist, eine größere Strecke transportiert.
Die Verteilungschromatographie wurde von Archer John Porter Martin gemeinsam mit Richard L. M. Synge entwickelt. Beide erhielten für ihre Arbeit 1952 den Nobelpreis für Chemie.
Eine Variante der Verteilungschromatographie stellt die Gegenstromverteilungschromatographie dar, bei der stationäre und mobile Phase aus zwei unmischbaren Flüssigkeiten bestehen.